# Рейшсоффен
Рейшсоффен (фр. Reichshoffen) — коммуна на северо-востоке Франции в регионе Гранд-Эст (бывший Эльзас — Шампань — Арденны — Лотарингия), департамент Нижний Рейн, округ Агно-Висамбур, кантон Рейшсоффен. До марта 2015 года коммуна административно входила в состав упразднённого кантона Нидербронн-ле-Бен (округ Агно).
Площадь коммуны — 17,6 км², население — 5612 человек (2006) с тенденцией к стабилизации: 5471 человек (2013), плотность населения — 310,9 чел/км².

## Население
Население коммуны в 2011 году составляло 5562 человека, в 2012 году — 5516 человек, а в 2013-м — 5471 человек.
| 1962 | 1968 | 1975 | 1982 | 1990 | 1999 | 2006 | 2008 | 2011 | 2012 | 2013 |
| ---- | ---- | ---- | ---- | ---- | ---- | ---- | ---- | ---- | ---- | ---- |
| 4030 | 4283 | 5029 | 5034 | 5092 | 5183 | 5612 | 5541 | 5562 | 5516 | 5471 |

Динамика населения:

## Экономика
В 2010 году из 3512 человек трудоспособного возраста (от 15 до 64 лет) 2592 были экономически активными, 920 — неактивными (показатель активности 73,8 %, в 1999 году — 67,9 %). Из 2592 активных трудоспособных жителей работали 2305 человек (1281 мужчина и 1024 женщины), 287 числились безработными (128 мужчин и 159 женщин). Среди 920 трудоспособных неактивных граждан 261 были учениками либо студентами, 333 — пенсионерами, а ещё 326 — были неактивны в силу других причин.

## Достопримечательности (фотогалерея)
- Дом распорядителя
- Здание музея
- Шато
- Башня
- Оборонительная башня
- Старый лепрозорий (XIII—XIV век)
- Здание школы, ныне лютеранская церковь
- Старая синагога
- Церковь Сен-Мишель
- Интерьер, вид на алтарь
- Главный алтарь
- Алтарь церкви Сен-Мишель
- Интерьер, вид на орган
- Орган
- Часовня
- Интерьер часовни
- Орган на хорах
- Алтарь
- Фахверковый дом
- Старое здание